# Acidalia Colles
Gli Acidalia Colles sono una struttura geologica della superficie di Marte.